# Stanisław Soczek
Stanisław Soczek (ur. 28 kwietnia 1890 w Kołaczycach, zm. wiosną 1940 w Charkowie) – major piechoty Wojska Polskiego, uczestnik I i II wojny światowej oraz wojny z bolszewikami, ofiara zbrodni katyńskiej.

## Życiorys
Urodził się 28 kwietnia 1890 w Kołaczycach, jako pierwszy z sześciorga dzieci Antoniego (1864–1943) i Marcjanny z Wiejowskich (1857–1929). Antoni i Marcjanna pobrali się w 1889 r. w kościele pw. św. Anny Kołaczycach. Ślubu udzielił brat panny młodej – ks. Józef Wiejowski, kanclerz w konsystorzu biskupim w Przemyślu. Soczkowie poza Stanisławem doczekali się trzech synów: Karola (1891–1978), Michała (ok. 1892–zm. ok. 1916) i Jana (1901–1920) oraz dwóch córek – Anny (zm. 1979) i Józefy (1899 – 1972, po mężu Łącka).
Stanisław rozpoczął edukację w Szkole Powszechnej w 1897 r. w Kołaczycach, następnie kontynuował ją w latach 1901–1906 w cesarsko-królewskim Gimnazjum w Jaśle, a następnie w Tarnowie. Podczas nauki aktywnie działał w tajnej organizacji niepodległościowej prowadzonej przez ks. Bronisława Dudkiewicza. Po zdaniu matury dojrzałości w 1907 r. podjął studia na Uniwersytecie Jagiellońskim, na Wydziale Prawa, które ukończył w 1913 roku. Okres jego młodości przypadł na czas I wojny światowej.
Jak większość młodych obywateli wraz ze swoimi braćmi Michałem i Karolem zaciągnął się do austriackiego wojska. Od 1914 roku służył w cesarsko-królewskiej Obronie Krajowej. Od 1915 przebywał na froncie włoskim gdzie został ranny. Po powrocie do zdrowia wrócił do służby i walczył do końca wojny. Jego oddziałem macierzystym był 32 Pułk Piechoty Obrony Krajowej, który w 1917 został przemianowany na Pułk Strzelców Nr 32. Na stopień podporucznika został mianowany ze starszeństwem z 1 stycznia 1916. Jego młodszy brat Michał, jako żołnierz dostał się do niewoli rosyjskiej i został zesłany na Syberię, gdzie zmarł w wieku 24 lat. Z trzech braci Soczków wojnę przeżyli Stanisław i Karol.
Po odzyskaniu przez Rzeczpospolitą niepodległości w 1918 r. Stanisław Soczek kontynuował swoją karierę zawodową w Wojsku Polskim, natomiast Karol został szewcem w rodzinnym mieście, gdzie ożenił się z Walerią Kołeczek (1898–1977) i założył rodzinę. Porucznik Soczek walczył na wojnie z bolszewikami w szeregach 2 pułku strzelców podhalańskich. W wojnie tej brał udział również jego młodszy brat – Jan. Jako uczeń VIII klasy gimnazjum w Jaśle wraz z prof. Romanem Saphierem i kolegami: Sewerynem Marcinkowskim (kl. VIII), Tadeuszem Hrabalem (kl. V), Janem Skubą (kl. V), Janem Samockim (kl. VI), Józefem Urbankiem (kl. VII) oraz Antonim Amanem (kl. VIII). S. Marcinkowski poległ 14 sierpnia 1920 r. pod wsią Zawady-Wrona, natomiast pozostali uczniowie-ochotnicy wraz z nauczycielem polegli 9 września pod Firlejówką.
Po I wojnie światowej służył w 56 pułku piechoty w Krotoszynie. 1 grudnia 1924 został mianowany majorem ze starszeństwem z 15 sierpnia 1924 i 56. lokatą w korpusie oficerów piechoty. W grudniu 1925 został przeniesiony do 3 pułku strzelców podhalańskich w Bielsku na stanowisko kwatermistrza. W marcu 1929 został zwolniony z zajmowanego stanowiska i oddany do dyspozycji dowódcy Okręgu Korpusu Nr V. Z dniem 30 września tego roku został przeniesiony w stan spoczynku. Po przejściu na emeryturę powrócił do Kołaczyc. W 1934, jako oficer stanu spoczynku pozostawał w ewidencji Powiatowej Komendy Uzupełnień Bielsko na Śląsku. Posiadał przydział do Oficerskiej Kadry Okręgowej Nr V. Był wówczas „przewidziany do użycia w czasie wojny”.
W czasie kampanii wrześniowej 1939 r. był dowódcą II baonu improwizowanego pułku piechoty wystawionego przez Ośrodek Zapasowy 5 Dywizji Piechoty, uczestniczył w obronie Lwowa. Został tam wzięty do niewoli przez wojska sowieckie i wywieziony do obozu w Starobielsku. W kwietniu lub maju 1940 r. został zamordowany przez funkcjonariuszy NKWD w Charkowie i pogrzebany potajemnie w bezimiennej mogile zbiorowej w Piatichatkach, gdzie od 17 czerwca 2000 mieści się oficjalnie Cmentarz Ofiar Totalitaryzmu w Charkowie. Figuruje na Liście Starobielskiej NKWD, pod poz. 3006.

## Rodzina
W 1919 r. zawarł związek małżeński z nauczycielką Jadwigą Gozdecką (1891–1983), córką Melchiora i Wiktorii Rutkowskiej. 10 lutego 1920 r. na świat przyszło ich pierwsze dziecko Kazimiera Maria (zm. 28 maja 1988), a 11 sierpnia 1922 syn Adam.
Rodzina Soczków uczestniczyła w życiu społecznym Kołaczyc. Żona majora – Jadwiga uczyła dzieci, w miejscowej szkole, a przed I wojną światową była jedną z pierwszych założycielek spółdzielczości w Kołaczycach.
Córka państwa Soczków w 1938 r. podjęła studia medyczne na Uniwersytecie Jana Kazimierza we Lwowie, które musiał przerwać z powodu wojny. Powróciła do Kołaczyc, gdzie zaangażowała się w działalność patriotyczno-konspiracyjną m.in. biorąc udział w ratowaniu przed egzekucją w Bukowej. Po II wojnie światowej ukończyła medycynę na Uniwersytecie Jagiellońskim w Krakowie. Porzuciła karierę zawodową w klinice w Krakowie by wrócić i zaopiekować się matką. Przez wiele lat była cenionym lekarzem w Jaśle.
Jej młodszy brat, ukończył gimnazjum im. Marszałka Józefa Piłsudskiego w Bielsku, od 1940 roku należał do placówki konspiracyjnej Narodowej Organizacji Wojskowej w Kołaczycach, a następnie od 1943 r. do ZWZ – AK. Nosił pseudonimy „Grot: i „Sobiesław”. W stodole gospodarstwa rolnego w Kołaczycach przechowywał ok. 5000 sztuk pocisków karabinowych, granaty ręczne i ok. 12 kg materiałów wybuchowych. W domu rodzinnym prowadził również kursy szkoleniowe, wojskowe, podchorążówki i podoficerów. Został zastrzelony 22 czerwca 1944 r. przez gestapo na stacji kolejowej w Zarszynie, wydany przez jednego z mieszkańców Kołaczyc. Pochowano go na miejscowym cmentarzu, a po II wojnie światowej za staraniem matki i siostry ekshumowany i złożony w rodzinnym grobowcu w Kołaczycach.
W sierpniu 1944 r. Jadwiga i Kazimiera Maria zostały przesiedlone wraz z mieszkańcami miasteczka za Wisłokę. Dnia 23 października 1954 r. w kościele parafialnym pw. Św. Anny w Kołaczycach Kazimiera Maria zawarła związek małżeński z sędzią w Jaśle, byłym żołnierzem ZWZ – AK Stanisławem Pasterzem (1919-2006). Para doczekała się trojga dzieci: Marii (13.01.1957), Anny (28.10.1959) i Adama (06.06.1963-01.03.2023).

## Ordery i odznaczenia
- Krzyż Walecznych[22]
- Medal Niepodległości – 23 grudnia 1933 „za pracę w dziele odzyskania niepodległości”[23]
- Medal Pamiątkowy za Wojnę 1918–1921 „Polska Swemu Obrońcy”
- Medal Dziesięciolecia Odzyskanej Niepodległości
- Brązowy Medal Zasługi Wojskowej z mieczami na wstążce Krzyża Zasługi Wojskowej[24]
- Srebrny Medal Waleczności 2 klasy[24]

## Upamiętnienie
5 października 2007 minister obrony narodowej Aleksander Szczygło – decyzją nr 439/MON – mianował go pośmiertnie na stopień podpułkownika. Awans został ogłoszony 9 listopada 2007 w Warszawie, w trakcie uroczystości „Katyń Pamiętamy – Uczcijmy Pamięć Bohaterów”.
Symboliczna tablica z imieniem, nazwiskiem oraz stopniem wojskowym Stanisława znajduje się na rodzinnym grobowcu w Kołaczycach. W 2009 r. z okazji „Dnia katyńskiego” w rodzinnym mieście – Kołaczycach odbyła się akademia poświęcona pamięci ofiarom zbrodni katyńskiej. Po uroczystości uczestnicy przeszli pod pomnik Ofiar Katynia, gdzie złożono kwiaty i zasadzono pierwszy Dąb Katyński. Zgodnie z założeniami programu edukacyjnego „Katyń – ocalić od zapomnienia”, organizowanego przez Stowarzyszenie Parafiada pod Patronatem Honorowym Prezydenta RP oraz patronatem medialnym „Rzeczpospolitej”, opiekę nad drzewem będą sprawowali uczniowie klas policyjno- strażackich Liceum Ogólnokształcącego im. Marii Skłodowskiej-Curie w Kołaczycach. Dębem Pamięci uhonorowano majora Stanisława Soczka, kołaczycanina zamordowanego w Charkowie w 1940 roku.